# Neuraltherapie

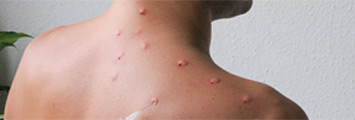
Hautquaddeln in der Segmenttherapie

Die Neuraltherapie (auch Therapeutische Lokalanästhesie, oder Heilanästhesie) ist ein wissenschaftlich nicht anerkanntes Verfahren aus dem Bereich der Komplementärmedizin zur Behandlung chronischer Schmerzen oder Krankheiten.
Durch Anwendung eines Lokalanästhetikums soll das vegetative Nervensystem beeinflusst werden und im Gegensatz zu wissenschaftlich anerkannten Lokalanästhesieverfahren „Fernwirkungen“ entfalten. Die Neuraltherapie stützt sich auf zwei Therapiezweige: Die Segmenttherapie am Ort des Schmerzes oder dem Bereich der Beschwerden und die „Störfeldtherapie“, bei der die Neuraltherapeuten sogenannte „Störfelder“ wie z. B. Narben behandeln, die selbst unauffällig sind und keine Beschwerden verursachen, aber an ganz anderen Körperregionen Schmerzen hervorrufen. In beiden Fällen werden quaddelbildende intradermale Injektionen mit einem Lokalanästhetikum verabreicht.
Weder ist der postulierte Mechanismus nachgewiesen, noch liegen Evidenzen zur therapeutischen Wirksamkeit vor.

## Geschichte

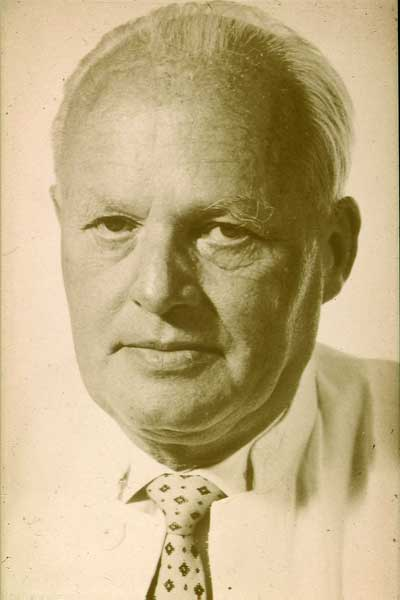
Ferdinand Huneke

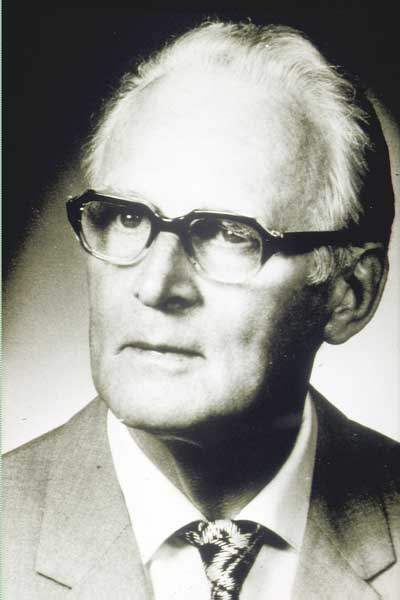
Walter Huneke

Entwickelt wurde die Neuraltherapie maßgeblich durch die Brüder Ferdinand und Walter Huneke. Im Jahre 1925 injizierte Ferdinand Huneke seiner an chronischer Migräne leidenden Schwester intravenös versehentlich ein procainhaltiges Präparat anstelle der procainfreien Variante. Die intravenöse Applikation von Procain war zum damaligen Zeitpunkt unüblich, da man eine tödliche Hirnlähmung befürchtete. Ferdinand Huneke gab jedoch an, in diesem Fall eine schlagartige und bleibende Heilwirkung beobachtet zu haben, sodass er gemeinsam mit seinem Bruder Walter die therapeutische Anwendung von Procain weiter erforschte. Zunächst entstand daraus die sogenannte Segmenttherapie als Teil der Neuraltherapie.
Im Jahre 1940 behandelte Ferdinand Huneke eine an einer schweren Schulterperiarthritis leidenden Frau im Bereich einer Beinwunde (Osteomyelitis), nachdem er bereits zuvor mehrfach erfolglos die Segmenttherapie durchgeführt hatte. Nach der Behandlung am Bein soll binnen Sekunden eine deutliche Besserung im Bereich der Schulter eingetreten sein. Er postulierte die Existenz sogenannter „Störfelder“; dabei soll es sich um chronische Entzündungszustände handeln, die den Gesamtorganismus „energetisch“ schwächen und Beschwerden in anderen Bereichen des Körpers hervorrufen können. Ihre Existenz konnte nie nachgewiesen werden. Huneke glaubte, dass es sich bei dem von ihm Sekundenphänomen-Heilung genannten Phänomen um eine Heilung von Krankheitsherden handele, die eine „Fernstörung“ verursacht haben. Einwände, nach denen es sich um Suggestionen handeln könne, wies er entrüstet zurück. Daraus entwickelte er die sogenannte Störfeldtherapie, die von seinen Schülern bis heute beibehalten wird.
Der Begriff „Neuraltherapie“ wurde geprägt von dem niedergelassenen Arzt Kurt Rüdiger von Roques, einem der Wegbereiter der Manuellen Medizin. Die „Internationale medizinische Gesellschaft für Neuraltherapie nach Huneke e. V.“ (IGNH) wurde 1958 gegründet mit dem Ziel, die Neuraltherapie zu fördern und zu verbreiten. Von dieser Vereinigung spaltete sich 1981 die Deutsche Akademie für Neuraltherapie und Akupunktur e. V. ab, die die Neuraltherapie seitdem als Zusatztherapie im Sinne der diagnostisch-therapeutischen Lokalanästhesie versteht. 1971 erfolgte für das Gebiet der DDR – zunächst als Arbeitsgemeinschaft Reflexmedizin in der Gesellschaft für Innere Medizin – die Gründung der „Deutschen Gesellschaft für Akupunktur und Neuraltherapie“ (DGfAN e. V.).

## Behandlungsformen

### Segmenttherapie
Bei der Segmenttherapie wird ein Lokalanästhetikum in der Regel Procain, aber auch Lidocain, Mepivacain oder Prilocain in Form von Hautquaddeln im Bereich der entsprechenden Headschen Zonen der inneren Organe intracutan oder an vegetative Ganglien injiziert. Dabei soll die Wirkung über das vegetative Nervensystem im betroffenen Segment vermittelt werden. Andere therapeutische Mittel zur Segmenttherapie sind unter anderem auch Cantharidenpflaster, Saugpfröpfe und Senfwickel (vgl. Senfpflaster).

### Störfeldtherapie
Nach Huneke soll es sich bei „Störfeldern“ um chronische Entzündungszustände handeln, die den Gesamtorganismus „energetisch“ schwächen und Beschwerden in anderen Bereichen des Körpers erzeugen können. Die häufigsten „Störfelder“ sollen sich in den Mandeln, Nasennebenhöhlen, der Zahn-Kiefer-Region, Schilddrüse und in Narben befinden.
Huneke ging dabei von folgenden drei Grundsätzen aus:
1. Jede chronische Erkrankung kann störfeldbedingt sein.
2. Jede Stelle des Körpers kann zu einem Störfeld werden.
3. Jede Störfelderkrankung ist nur durch Ausschaltung des Störfeldes heilbar.

„Störfelder“ sollen „Manifestationen einer Zellmembraninstabilität sein“, was zu abnormen Reaktionen des autonomen Nervensystems führt. Dies manifestiert sich dann teilweise oder vollständig in Symptome, die mit den vom autonomen Nervensystem gesteuerten Körperfunktionen zusammenhängen (beispielsweise Herzklopfen, Bronchospasmus, Verdauungsstörungen, Verstopfung, sexuelle Funktionsstörungen, Menstruationsbeschwerden oder sogar kalte Hände oder Füße). Durch gezielte Befragung und Untersuchung wird versucht, das Störfeld zu finden und durch Injektion eines Lokalanästhetikums die Störwirkung zu unterbrechen. Die Befürworter der Neuraltherapie behaupten, dass eine einzige Injektion dann eine unmittelbare Wirkung auf einen entfernen Körperteil entfalte; dies hatte Hueke als „Sekundenphänomen“ bezeichnet.
Falls die Reaktion auf die Neuraltherapie sich nicht dauerhaft einstellt, empfehlen Neuraltherapeuten eine Therapie.

## Andere Behandlungsformen
Bei der Therapeutischen Lokalanästhesie (TLA) werden gereizte Nervenwurzeln, etwa im Bereich der Lendenwirbelsäule, mit einem Lokalanästhetikum infiltriert. Teilweise werden auch Sakralanästhesien oder Periduralanästhesien nur zu therapeutischen Zwecken eingesetzt. Ein weiteres Verfahren ist die Reischauer-Blockade, die bei starken Ischias-Reizungen angewendet wird. Die Sympathikusblockade wird bei Algodystrophien verwendet, um Störungen der lokalen Durchblutung zu behandeln.
Eine weitere Variante der Neuraltherapie ist die Funktionelle Neuraltherapie (FNT). Bei der FNT sind an der Körpervorderseite subkutan Punkte definiert, die mit einzelnen inneren Organen „funktionell“ in Verbindung stehen. Bei Erkrankungen dieser Organe sollen auch die jeweils zugeordneten Punkte deutlich druckschmerzhaft und als Knoten tastbar sein. Durch Injektion eines Lokalanästhetikums in diese Punkte soll nicht nur die Übermittlung von Schmerzsignalen aus den funktionell zugeordneten Punkten, sondern auch aus den erkrankten inneren Organen unterbrochen werden. Mittels wiederholter Anwendung soll so der Heilungsprozess initiiert werden.
Bei der Mesotherapie – einer Kombination von Elementen der Akupunktur, Neuraltherapie, Reflexzonen und Homöopathie – werden verschiedene verdünnte Wirkstoffe gespritzt.

## Ausbildung und Kassenzulassung
Die Neuraltherapie wird durch ausgebildete Ärzte angeboten, die nach einer Fortbildung von 120–150 Stunden und abschließender Prüfung diese Behandlungsform durchführen. Es existiert keine einheitliche Weiterbildungsordnung; die einzelnen existierenden Zertifikate werden von den medizinischen Fachgesellschaften unter unterschiedlichen Voraussetzungen vergeben. Die Vermittlung der Grundlagen der Neuraltherapie gehört zur Ausbildung für die Zusatzbezeichnung „Naturheilverfahren“ und ist dadurch in Deutschland von den jeweiligen Landesärztekammern anerkannt.
Bis zum 1. April 2006 führten die Neuraltherapie auch Heilpraktiker nach spezieller Ausbildung durch. Seit dem 1. April 2006 wurden die für die Anwendung verwendeten Lokalanästhetika, vorwiegend Procain und Lidocain, unter Verschreibungspflicht gestellt und somit die Neuraltherapie für den Heilpraktikerberuf beschnitten. Einzige Ausnahme ist die Anwendung von Lidocain und Procain bis zwei Prozent und intracutane Injektion (i. c. – die sog. Quaddel) in die gesunde Haut. Die Quaddelbehandlung gehört zu den einfachen neuraltherapeutischen Injektionen im Segment.
Die Neuraltherapie wurde in der Schweiz hinsichtlich der Kriterien der Wirksamkeit, Zweckmäßigkeit und Wirtschaftlichkeit (WZW) über mehrere Jahre hinweg evaluiert. Das Eidgenössische Departement des Inneren schreibt dazu 2016 in den vorgesehenen Änderungen zur Verordnung des EDI über Leistungen in der obligatorischen Krankenpflegeversicherung: „Die [...] Eidgenössische Kommission für allgemeine Leistungen und Grundsatzkommission (ELGK) erachtete die WZW-Kriterien für vier der fünf Fachrichtungen [der Komplementärmedizin] (Ausnahme: Teilgebiete der Neuraltherapie) nach wie vor als nicht erfüllt; im Falle der Neuraltherapie machte sie einen Unterschied zwischen der (der Komplementärmedizin zuzuordnenden) Neuraltherapie nach Huneke oder Störfeldtherapie, für welche sie den WZW-Nachweis als nicht erbracht hielt und der (der konventionellen Medizin zuzuordnenden und unbestrittenen) lokalen und segmentalen Neuraltherapie“.
Injektionen im Rahmen einer „Störfeldtherapie“ werden in Deutschland von verschiedenen Krankenkassen nicht bezahlt, es handelt sich um eine Selbstzahler-Leistung. Die Techniker Krankenkasse führt hierbei an, dass die Wirkung als wissenschaftlich nicht belegt gilt.
Es gibt mittlerweile weltweit 21 medizinisch-wissenschaftliche Fachgesellschaften in 19 Ländern, die Ausbildungen für Neuraltherapie anbieten. Der internationale Dachverband (IFMANT) schließt die einzelnen nationalen Neuraltherapie-Gesellschaften zusammen.
Für das Curriculum Neuraltherapie sollen die vorhandenen nationalen Ausbildungsgrundlagen aneinander angeglichen werden, sodass in jedem Land vergleichbare Verhältnisse vorliegen.

## Nebenwirkungen und Komplikationen
Wie bei jedem anderen invasiven Verfahren kann es bei der Durchführung der Neuraltherapie nach Huneke zu Verletzungen der Patienten kommen. Mögliche Komplikationen und Fälle, die zum Teil von Huneke selbst, zum Teil von anderen beschrieben wurden, sind:
- Verletzung nach Stellatum-Injektion
- Hirnblutung nach Injektion in die Arteria vertebralis
- Verletzung der Bauchspeicheldrüse
- Perforation des Augapfels
- Allergische Reaktionen bzw. Überempfindlichkeit gegenüber Procain

Stöhr und Mayer (1976) und andere Autoren berichteten über fünf Patienten, die Nervenwurzelläsionen nach paravertebraler Injektion von Neuraltherapeutika erlitten hatten. In einem Falle kam es zu einer lebensbedrohlichen Hirnblutung nach Neuraltherapie.
In der Neuraltherapie kommt dem Lokalanästhetikum Procain traditionellerweise eine herausgehobene Rolle zu. In der klinischen Anästhesie hat diese Substanz jedoch an Bedeutung verloren, da sie einige ungünstige Eigenschaften besitzt. Zum einen breitet sie sich im Vergleich zu anderen Lokalanästhetika schlecht im Gewebe aus, darüber hinaus gehört sie zur Gruppe der Aminoester, bei deren Abbau durch die ubiquitär vorkommende Pseudocholinesterase Paraaminobenzoesäure entsteht. Auf dieses Abbauprodukt reagieren einige Patienten allergisch. Aus diesem Grund wird vor der Therapie eine probeweise Gabe des Procains empfohlen. Zusätzlich können bei Anwendung von Procain (wie bei jedem anderen Lokalanästhetikum) die typischen Nebenwirkungen dieser Substanzgruppe wie Herzrhythmusstörungen und ZNS-Symptome bis hin zum generalisierten Krampfanfall auftreten.

## Wirksamkeit und Forschung
Weder Wirksamkeit und Wirkmechanismus der Neuraltherapie noch die Existenz der von ihr postulierten „Störfelder“ sind wissenschaftlich belegt. Auch die Existenz des „Sekundenphänomens“ ist wissenschaftlich nicht nachgewiesen.
Das Universitätsklinikum Heidelberg bietet die therapeutische Lokalanästhesie (TLA/Neuraltherapie) als Wahlfach für Medizinstudenten an.